# Mokdong-Stadion
Das Mokdong-Stadion ist ein Fußballstadion im westlichen Stadtteil Yangcheon-gu der südkoreanischen Hauptstadt Seoul. Die Anlage wurde 1989 eröffnet. Das Stadion ist neben dem Mokdong-Baseball-Stadion und der Eissporthalle Teil des Mokdong-Sportkomplexes.
Das Fußballstadion wurde von 1996 bis 2000 von Bucheon SK sowie 2001 von Anyang LG Cheetahs und 2003 von Seoul City FC als Heimspielstätte genutzt. Aktuell nutzt der Frauenfußballverein Seoul WFC und der Zweitligist Seoul E-Land FC das Stadion als Heimspielstätte.

## Galerie

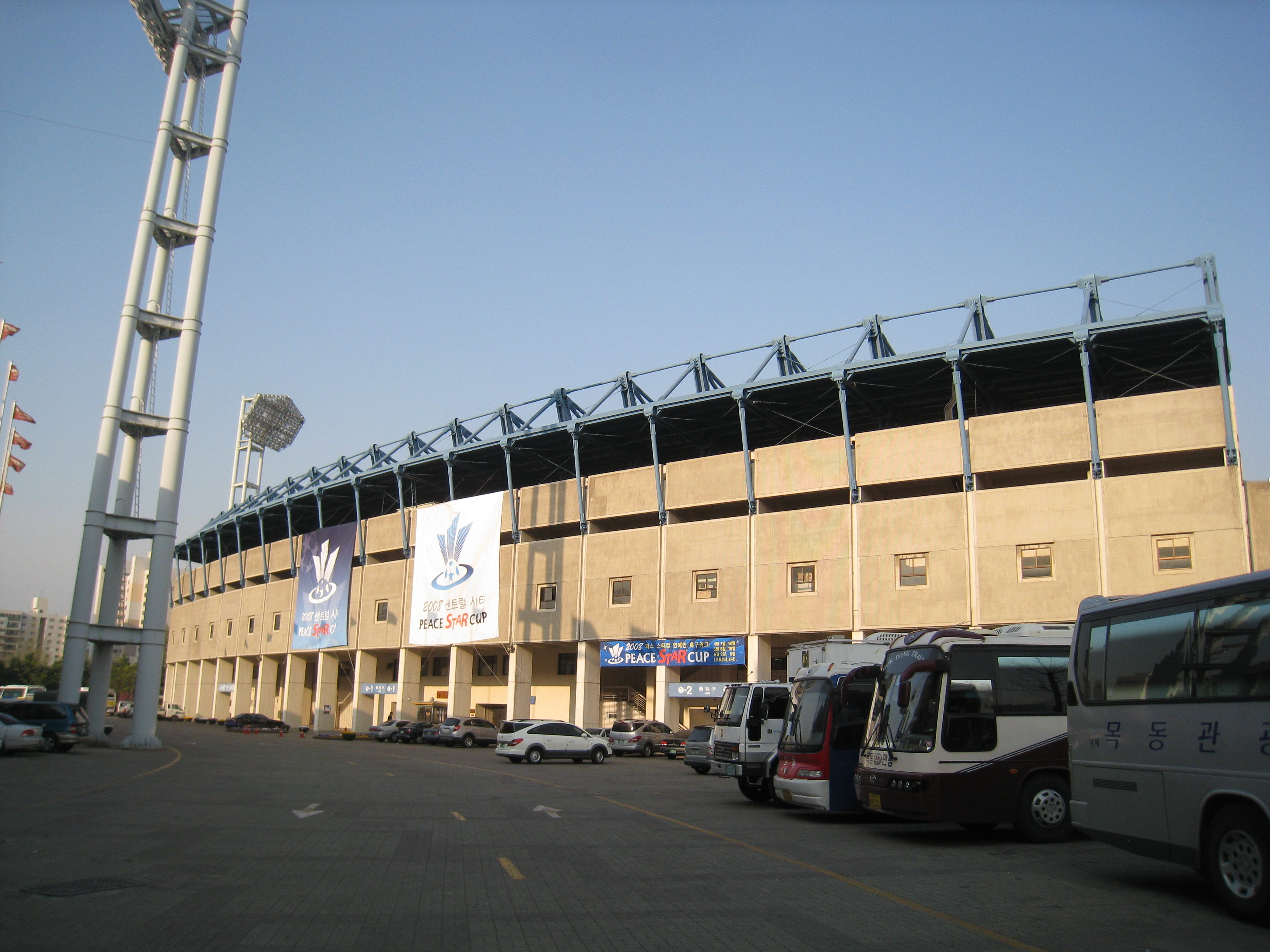
Außenansicht der Haupttribüne (April 2008)
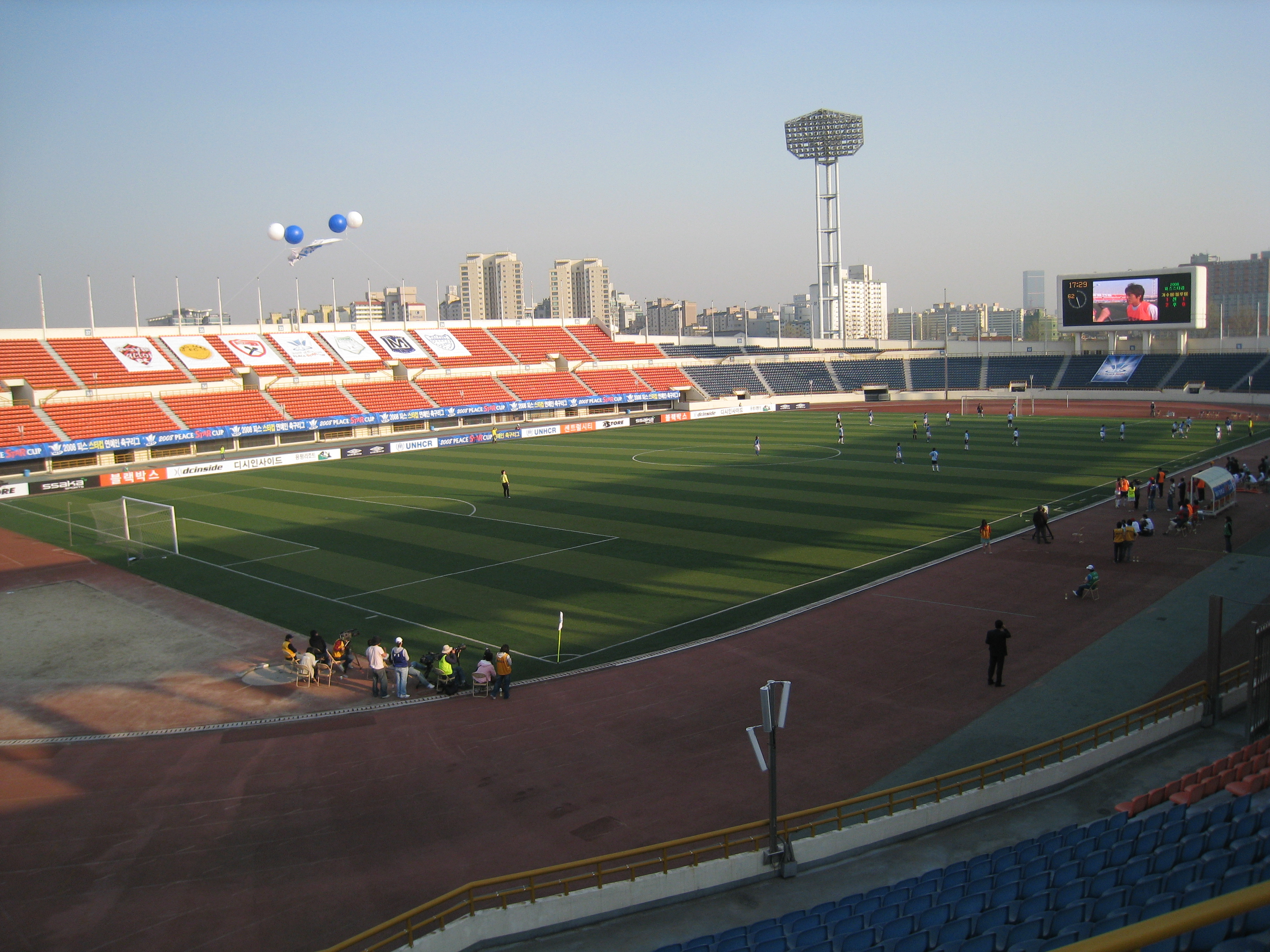
Blick auf die Gegentribüne (April 2008)
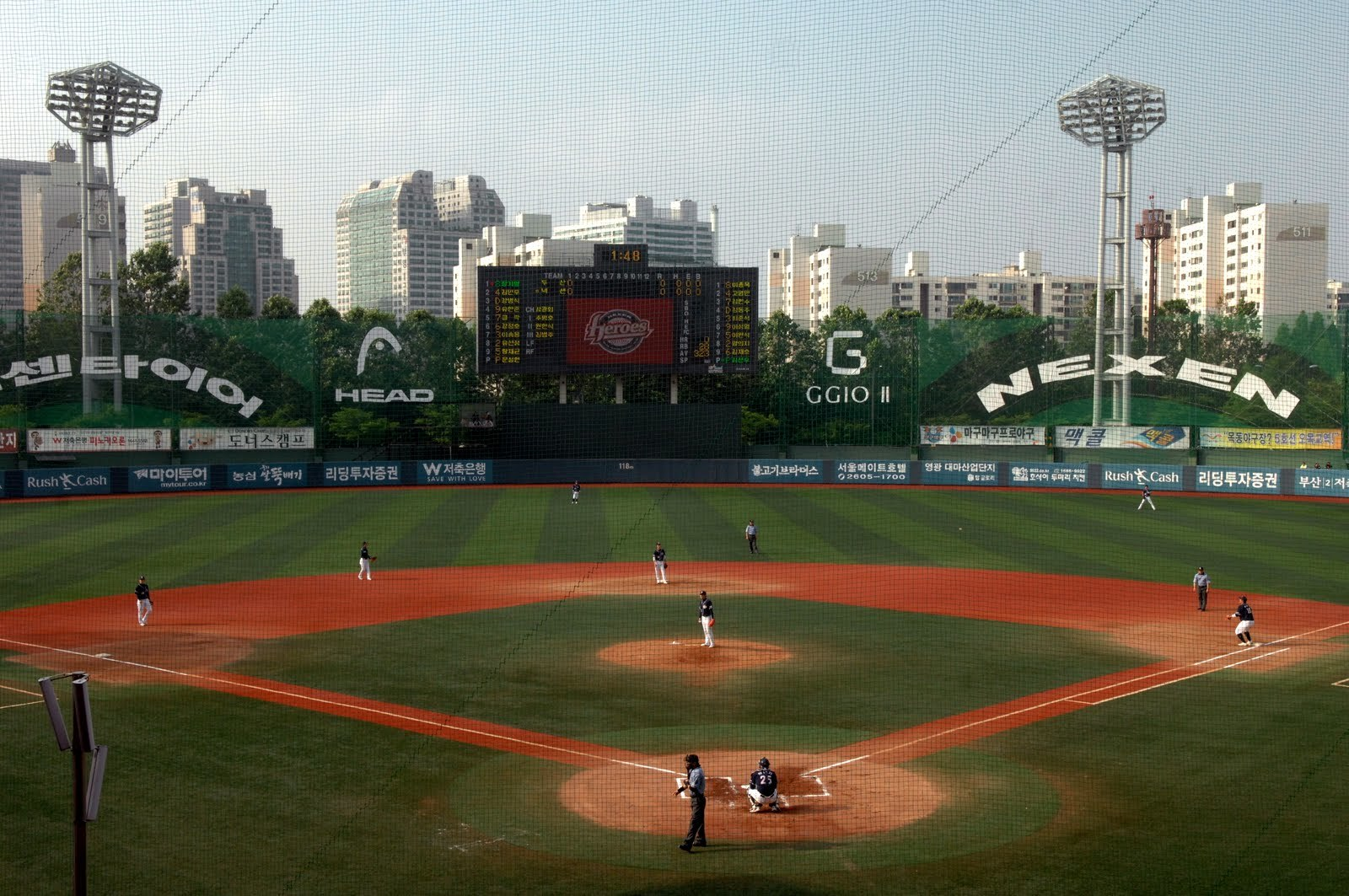
Das benachbarte Mokdong-Baseball-Stadion (Juni 2010)